# Reynès
Reynès en francés y oficialmente, Reiners en catalán, es una localidad y comuna francesa, situada en el departamento de Pirineos Orientales, región de Occitania y comarca histórica del Vallespir.
La comuna se extiende desde el río Tec hasta la frontera con España.
Sus habitantes reciben el gentilicio de Reynésiens.

## Demografía
| 663 | 676 | 692 | 787 | 964 | 1 203 |
| Para los censos de 1962 a 1999 la población legal corresponde a la población sin duplicidades (Fuente: INSEE [Consultar]) |     |     |     |     |       |